# Casamento de Carlos III e Camilla do Reino Unido
O Casamento de Carlos, Príncipe de Gales e Camila Parker Bowles ocorreu em uma cerimônia civil em na sede da prefeitura de Windsor em 9 de abril de 2005. A cerimônia, realizada na presença das respectivas famílias dos noivos, foi seguida por um Serviço de Oração e Dedicação da Igreja da Inglaterra na histórica Capela de São Jorge no Castelo de Windsor. Os pais do noivo, a Rainha Isabel II e o Príncipe Filipe, Duque de Edimburgo não estiveram presentes na cerimônia de casamento civil, mas compareceram ao serviço religioso e, posteriormente, realizaram uma recepção para o casal no Castelo de Windsor.
O casamento formalizou a relação entre Carlos e Camila Parker Bowles, que assumiu o título nobiliárquico de Duquesa da Cornualha. Os procedimentos do Serviço de Oração e Dedicação foram cobertos pela BBC, emissora pública britânica. Figuras notáveis presentes incluíam figuras políticas, religiosas e membros da realeza estrangeira além de várias celebridades. O casamento foi descrito pela imprensa como "um conto de fadas para adultos".

## Noivado e preparativos
Em 10 de fevereiro de 2005, foi anunciado que Carlos, Príncipe de Gales e Camila Parker Bowles se casariam em 8 de abril no Castelo de Windsor, com um serviço civil seguido de cerimônia religiosa. O Conselho Privado do Reino Unido reuniu-se em 2 de março para efetivar o consentimento real da Rainha ao casamento, em conformidade com as disposições do Ato de Matrimônio Real de 1772. O Governo de Sua Majestade, em seguida, reafirmou que o casamento não seria morganático. Após o anúncio do noivado, o casal foi parabenizado por Isabel II e o Duque de Edimburgo. O Arcebispo da Cantuária Rowan Williams emitiu uma declaração que dizia: "Esses arranjos têm meu forte apoio e são consistentes com as diretrizes da Igreja da Inglaterra sobre o novo casamento que o Príncipe de Gales aceita plenamente como anglicano comprometido e como futuro Governador Supremo da Igreja da Inglaterra".
O anel de noivado de Camilla foi uma herança da Casa de Windsor que pertenceu à Isabel Bowes-Lyon, avó materna do noivo. A joia possui uma configuração de platina de 1920 e é composta por um diamante central de corte quadrado ladeado por seis baguetes de diamante.

### Cerimônia civil
Presumivelmente, uma cerimônia civil foi escolhida para evitar possíveis controvérsias causadas por se tratar do casamento de um futuro Governador Supremo da Igreja da Inglaterra com uma pessoa anteriormente divorciada. Camilla Parker Bowles havia se divorciado de seu primeiro marido, Andrew Parker Bowles, em 1995. Desde 2002, o casamento de uma pessoa divorciada cujo antigo cônjuge ainda esteja vivo têm sido aceito na Igreja da Inglaterra sob critério do membro do clero que conduz a cerimônia.
Quando Ana, Princesa Real casou-se com Timothy Laurence depois de divorciar-se de Mark Phillips, ela o fez na Igreja da Escócia. O novo casamento de divorciados não é controverso na Igreja da Escócia, que não vê o casamento como um sacramento, e o Soberano não tem nenhum papel constitucional no governo da Igreja. O Príncipe de Gales e sua noiva não escolheram esse curso de ação.

### Questionamentos sobre um casamento civil real
Carlos é o primeiro membro da família real britânica a se casar em uma cerimônia civil na Inglaterra. Stephen Cretney, membro do All Souls College de Oxford, questionou se Carlos e Camilla poderiam se casar em uma cerimônia civil já que a família real foi especificamente excluída da lei que instituiu os casamentos civis na Inglaterra em 1836. Em 14 de fevereiro, o programa televisivo Panorama da BBC descobriu documentos de pareceres oficiais de pesquisa legislativa datados de 1956 e 1964 que afirmavam que não era lícito que membros da família real se casassem em uma cerimônia civil na Inglaterra e no País de Gales, embora fosse permitido na Escócia. As declarações desses documentos foram rejeitadas em uma declaração publicada pela Clarence House sob conselho de quatro especialistas legais não identificados. O parecer considerou que o Ato de Matrimônios de 1836 havia sido revogado pelo Ato de Matrimônios de 1949. Charlie Falconer, então Secretário de Estado para Assuntos Constitucionais, fez a seguinte declaração
"O governo está convencido de que é lícito ao Príncipe de Gales e à Sra. Parker-Bowles, como qualquer outra pessoa, casar-se por uma cerimônia civil de acordo com a Parte III do Ato de Matrimônios de 1949. Os casamentos civis foram introduzidos na Inglaterra, pelo Ato de 1836. A Seção 45 dizia que 'a Lei [...] não se estenderá ao casamento de qualquer membro da Família Real'. Mas, as disposições sobre o casamento civil no Ato de 1836 foram revogadas pelo Ato de Matrimônios de 1949. Todas as partes restantes do Ato de 1836, incluindo a Seção 45, foram revogadas pelo Ato de Serviço de Registro de 1953. Nenhuma parte do Ato de 1836 permanece, portanto, no estatuto [...] Estamos cientes de que opiniões diferentes foram adotadas no passado; mas consideramos que fomos excessivamente cautelosos e temos certeza de que a interpretação que estabeleci nesta declaração está correta. Também observamos que a Lei dos Direitos Humanos desde 2000 exige que a legislação seja interpretada sempre que possível de forma compatível com o direito de casar (Artigo 12) e com o direito de desfrutar desse direito sem discriminação (Artigo 14). Isso, em nossa opinião, coloca o significado moderno da Lei de 1949 fora de dúvida."

### Local e data
Em 17 de fevereiro, a Clarence House anunciou a mudança do local do casamento do Castelo de Windsor para a sede da prefeitura de Windsor, edifício público nos limites da residência real. Essa substituição surgiu quando se descobriu que os requisitos legais para licenciar uma residência real para casamentos civis exigiriam a mesma permissão a outros potenciais casais por pelo menos três anos seguintes. Em 22 de fevereiro, o Palácio de Buckingham anunciou que Isabel II não compareceria à cerimônia de casamento e somente ao ato religioso e realizaria uma recepção ao casal posteriormente. Segundo o Palácio de Buckingham, o casal optou por manter a ocasião discreta. Em 4 de abril, foi anunciado que o casamento seria adiado para 9 de abril, para que o Príncipe de Gales pudesse comparecer ao Funeral do Papa João Paulo II como representante de Isabel II. O adiamento também permitiu que alguns dos dignitários convidados para o funeral assistissem ao casamento. Conforme a tradição, o Príncipe de Gales passou a noite longe de sua noiva e com seus filhos em Highgrove House, sua casa de campo em Gloucestershire, enquanto Camila permaneceu na Clarence House.

## Casamento e Serviço de Oração e Dedicação
O casamento ocorreu na sede da prefeitura de Windsor às 12h30 no horário local de Londres em um sábado, 9 de abril de 2005. Multidões se reuniram nas ruas desde o amanhecer antes do culto para prestigiarem o casal. A cerimônia contou com a presença de membros seniores da família real britânica, além da Rainha e do Duque de Edimburgo.
Após o casamento, as testemunhas do casal foram o príncipe Guilherme de Gales e Tom Parker Bowles, filhos mais velhos do noivo e da noiva, respectivamente. Mantendo a tradição, as alianças do casal foram feitas de ouro galês de 22 quilates, uma tradição que começou em 1923 com o casamento dos avós maternos do noivo.

O casamento civil foi seguido por uma bênção televisionada, oficialmente denominada Serviço de Oração e Dedicação tanto pelo escritório do Príncipe de Gales quanto pela imprensa mundial, à tarde na Capela de São Jorge no Castelo de Windsor, contando com a presença de 800 convidados e todos os membros seniores da família real, incluindo a Rainha e do Duque de Edimburgo, e liderado pelo Arcebispo da Cantuária, Rowan Williams. Durante a cerimônia religiosa, Carlos e Camila uniram-se à congregação para ler “o mais forte ato penitencial do Livro de Oração Comum de 1662”, amplamente citado em reportagens da imprensa sobre o casamento, embora tais confissões sejam padrão em casamentos anglicanos para qualquer casal, o Daily Mirror imprimiu a manchete "pecamos" sobre uma foto do casal usando chifres de diabo:
Reconhecemos e lamentamos nossos múltiplos pecados e maldades, que nós, de tempos em tempos, cometemos gravemente por pensamentos, palavras e ações, contra Tua Divina Majestade, provocando com justiça Tua ira e indignação contra nós.
As preparações para o casamento e serviço foram fortemente apoiados pelo Arcebispo da Cantuária como “consistentes com as diretrizes da Igreja da Inglaterra sobre o novo casamento”.
Para o casamento, a Duquesa da Cornualha usou um vestido e caso de cor creme com um chapéu de abas largas de cor creme. Para o Serviço de Oração e Dedicação posterior, ela usou um casaco bordado até o chão azul claro e dourado sobre um vestido combinando e um dramático spray de penas douradas no cabelo. Ambos os conjuntos foram de Antonia Robinson e Anna Valentine, designers de Londres que trabalharam sob o nome de Robinson Valentine, agora chamado apenas de Anna Valentine; ambos os chapéus foram feitos pelo chapeleiro irlandês Philip Treacy. O buquê de flores da duquesa continha narcisos, jasmim, lírio do vale, lírios cor-de-rosa e creme, camélias, hortênsias e rosas provenientes dos jardins da Highgrove House, residência rural de Carlos. O noivo e todos os membros masculinos da família real usavam ternos matinais. O bolo de casamento foi feito pela Sra. Blunden, proprietária da confeitaria “Sophisticake” em Woodhall Spa, Lincolnshire. Em abril de 2005, um hoteleiro pagou £215 em um leilão na Internet por uma fatia do bolo.
Após o serviço religioso, o casal saudou o grande público que havia se reunido do lado de fora da capela. As comemorações seguiram para os Apartamentos de Estado do Castelo de Windsor, onde a Rainha ofereceu uma recepção para vários convidados. O casal, mais tarde, seguiu para a Escócia para sua lua de mel.

## Interesse público e comercial
Os fabricantes de cerâmica e outros itens comemorativos enfrentaram uma corrida tardia para alterar as datas de seus produtos depois que o adiamento da data do casamento se tornou conhecido. No entanto, as vendas dos produtos com a data incorreta dispararam quando as pessoas começaram a considerar que eles se tornariam itens de colecionador no futuro. No dia do casamento, o parque temático Alton Towers mudou o nome de sua montanha-russa de “Rita: Rainha da Velocidade” para “Camila: Rainha da Velocidade”, com comerciais de televisão e placas ao redor do parque sendo atualizados para refletir essa mudança.
A BBC ganhou os direitos de transmissão do evento, onde houve uma cobertura ao vivo do Serviço de Oração e Dedicação na Capela de São Jorge. Na BBC One, Huw Edwards e Sophie Raworth apresentaram a cobertura ao vivo do evento, e as consultoras de moda Trinny Woodall e Susannah Constantine contribuíram como comentaristas. A BBC teve cerca de trinta câmeras no evento e compartilhou imagens com emissoras de todo o mundo. A BBC News 24 também teve cobertura durante o dia com Jane Hill e Simon McCoy reportando ao vivo diretamente de Windsor.
Muitos autodenominados fãs de Diana, Princesa de Gales, se opuseram ao casamento de Carlos e Camilla Parker-Bowles, com alguns referindo-se ao evento como “Quinta-feira Negra” e escrevendo para jornais nacionais para expressar sua desaprovação.

## Convidados do casamento
De acordo com uma lista divulgada pelo Príncipe de Gales:

### Família do Príncipe de Gales
- Os filhos do Príncipe de Gales:
  - Príncipe Guilherme de Gales, filho do noivo.
  - Príncipe Henrique de Gales, filho do noivo.
- Ana, Princesa Real e Sir Timothy Laurence, irmã e cunhado do noivo.
  - Peter Phillips, sobrinho do noivo.
  - Zara Phillips, sobrinha do noivo.
- Príncipe André, Duque de Iorque, irmão do noivo.
  - Princesa Beatriz de Iorque, sobrinha do noivo.
  - Princesa Eugénia de Iorque, sobrinha do noivo.
- Príncipe Eduardo, Conde de Wessex e Sofia, Condessa de Wessex, irmão e cunhada do noivo.
- David, Visconde Linley e Serena, Viscondessa Linley, filho da princesa Margarida portanto primo do noivo e sua esposa.
- Lady Sarah Chatto e Daniel Chatto, filha da princesa Margarida portanto prima do noivo e sua esposa.
- Princesa Alexandra, a Honorável Lady Ogilvy, prima de segundo grau do noivo.

### Família de Camila Parker Bowles
- Major Bruce Shand, pai da noiva.
  - Os filhos de Camila Parker Bowles e seus parceiros:
    - Tom Parker Bowles e Sara Buys, filho da noiva e sua noiva.
    - Laura Parker Bowles e Harry Lopes, filha da noiva e seu companheiro.

  - Annabel Elliot e Simon Elliot, irmã e cunhado da noiva.
    - Ben Elliot, sobrinho da noiva.
    - Alice Irwin e Luke Irwin, sobrinha da noiva e seu marido.
    - Katie Elliot, sobrinha da noiva.

  - Mark Shand, irmão da noiva.

## Convidados do Serviço de Oração e Dedicação
De acordo com uma lista divulgada pelo Príncipe de Gales:

### Membros da Família Real Britânica
- A Rainha e o Duque de Edimburgo, os pais do noivo.
  - Os filhos do Príncipe de Gales:
    - Príncipe Guilherme de Gales, filho do noivo.
    - Príncipe Henrique de Gales, filho do noivo.

  - Ana, Princesa Real e Sir Timothy Laurence, irmã e cunhado do noivo.
    - Peter Phillips, sobrinho do noivo.
    - Zara Phillips, sobrinha do noivo.

  - Príncipe André, Duque de Iorque, irmão do noivo.
    - Princesa Beatriz de Iorque, sobrinha do noivo.
    - Princesa Eugénia de Iorque, sobrinha do noivo.

  - Príncipe Eduardo, Conde de Wessex e Sofia, Condessa de Wessex, irmão e cunhada do noivo.
- David, Visconde Linley e Serena, Viscondessa Linley, filho da princesa Margarida portanto primo do noivo e sua esposa.
- Lady Sarah Chatto e Daniel Chatto, filha da princesa Margarida portanto prima do noivo e sua esposa.
- Príncipe Ricardo, Duque de Gloucester e Brigite, Duquesa de Gloucester, primo de segundo grau do noivo e sua esposa.
- Príncipe Eduardo, Duque de Kent e Catarina, Duquesa de Kent, primo de segundo grau do noivo e sua esposa.
- Princesa Alexandra, a Honorável Lady Ogilvy, prima de segundo grau do noivo.
  - Jaime Ogilvy e Julia Ogilvy, primo de terceiro grau do noivo.
- Príncipe Miguel de Kent e Maria Cristina, Princesa Miguel de Kent, primo de segundo grau do noivo e sua esposa.

### Governadores Gerais
- James Carlisle, Governador-Geral de Antígua e Barbuda e Lady Carlisle.
- Michael Jeffery, Governador-Geral da Austrália e a Sra. Jeffery.
- Clifford Husbands, Governador-Geral de Barbados e a Sra. Husbands.
- Adrienne Clarkson, Governadora-Geral do Canadá e John Ralston Saul.
- Frederick Tutu Goodwin, Representante da Rainha nas Ilhas Cook e Lady Goodwin.
- Daniel Williams, Governador-Geral de Granada e Lady Williams.
- Donald McKinnon, Secretário-Geral da Commonwealth e Clare de Lore.
- Silvia Cartwright, Governadora-Geral da Nova Zelândia e Peter Cartwright.
- Paulias Matane, Governador-Geral da Papua Nova Guiné e Lady Matane.
- Cuthbert Sebastian, Governador-Geral de São Cristóvão e Nevis.

### Realeza estrangeira

#### Membros de famílias reais reinantes
- O Rei do Barém.
- Príncipe Constantino e Princesa Laurentina dos Países Baixos, representando a Rainha dos Países Baixos.
- O Príncipe Herdeiro da Noruega e Princesa Herdeira da Noruega, representando o Rei da Noruega.
- Príncipe Turki bin Faisal Al Saud e Princesa Nouf da Arábia Saudita, representando o Rei da Arábia Saudita.
- Príncipe Bandar bin Sultan Al Saud da Arábia Saudita.

#### Membros de famílias reais depostas
- Rei Constantino II e Rainha Ana Maria da Grécia.
- Rainha Margarida e Príncipe Radu da Romênia.
- Príncipe Herdeiro da Iugoslávia e Princesa Herdeira da Iugoslávia.

### Políticos britânicos
- Tony Blair, primeiro-ministro do Reino Unido e a Sra. Blair.
- Michael Howard, líder do Partido Conservado e a Sra. Howard.
- Charles Kennedy, líder Liberal Democrata e a Sra. Kennedy.
- Jack McConnell, primeiro-ministro da Escócia e a Sra. McConnell.
- Rhodri Morgan, primeiro-ministro do País de Gales e a Sra. Morgan.
- Paul Murphy, Barão Murphy de Torfaen, secretário de Estado da Irlanda do Norte.

### Representantes religiosos
- Rowan Williams, Arcebispo da Cantuária e a Sra. Williams.
- George Carey, Lord Carey de Clifton e Lady Carey de Clifton.
- David Conner, Reitor de Windsor a Sra. Conner.
- Cônego Doutor Hueston Finlay e a Sra. Finlay.
- Cônego Laurence Gunner e a Sra. Gunner.
- Cônego John Ovenden e a Sra. Ovenden.
- Reverendo Cônego John White.

### Outros convidados notáveis
- Andrew Parker Bowles e Rosemary Parker Bowles, o primeiro marido da noiva e sua esposa.
- Norton Knatchbull, Lord Romsey e Penelope Knatchbull, Lady Romsey, primo de terceiro grau do noivo e sua esposa.
- Christopher Warren-Green, maestro.
- David Frost, radialista.
- Edward Fox e Joanna David, atores.
- Jilly Cooper, romancista.
- Joan Rivers, comediante.
- Joanna Lumley, atriz e embaixadora do Prince's Trust.
- Jonathan Dimbleby, apresentador britânico.
- Martina Milburn, diretora-executiva do Prince's Trust.
- Melvyn Bragg, Lord Bragg, radialista e autor.
- Nicholas Soames, secretário de defesa.
- Paddy Campbell, designer de moda.
- Philip Treacy, chapeleiro.
- Prunella Scales, atriz.
- Richard E. Grant, ator.
- Robert Harris, autor.
- Ronald Harwood, dramaturgo.
- Sanjeev Bhaskar, ator.
- Simon Sebag Montefiore, biógrafo, romancista e jornalista.
- Sir Stephen Lamport, ex-secretário particular do príncipe.
- Timothy West, ator.
- Trudie Styler, atriz e produtora.
- Valentino Garavani, estilista.
- William Shawcross, escritor e radialista.
- William Rees-Mogg, ex-editor do The Times.
- Funcionários da Clarence House, Highgrove House, Birkhall e Sandringham House.